# 그레나다의 재외공관 목록

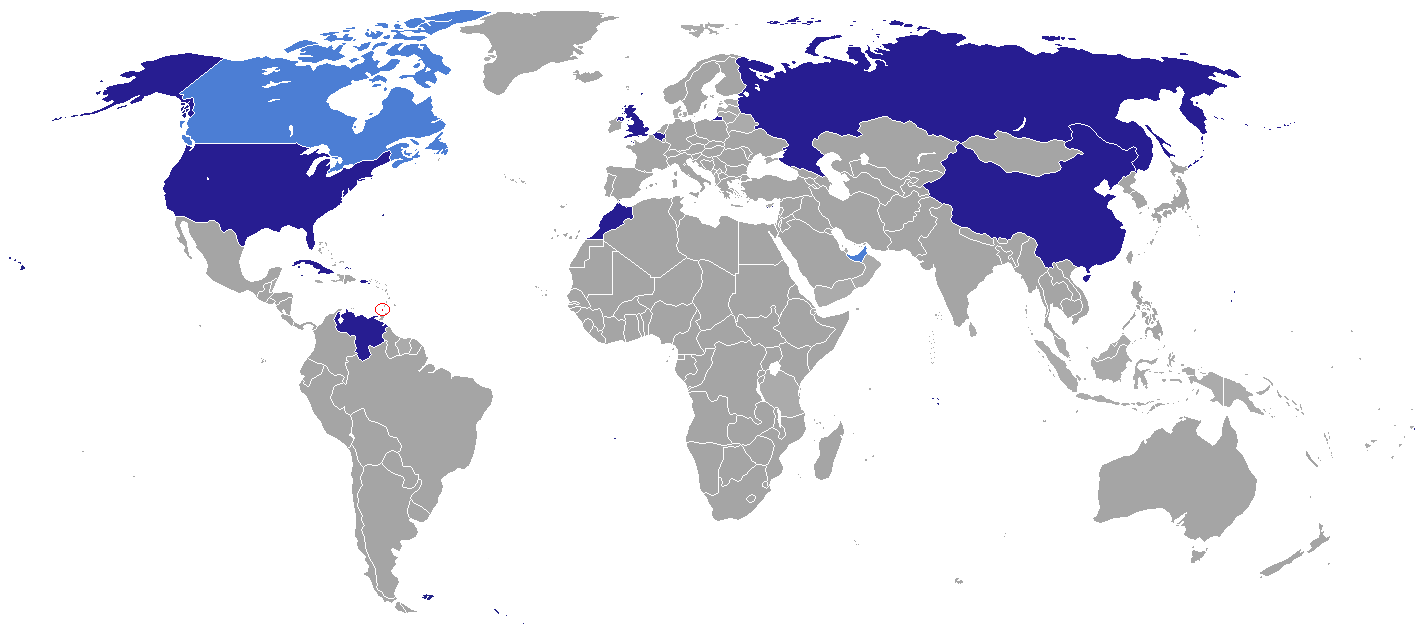
지역별로 설치된 그레나다 재외공관:
그레나다
대사관 및 고등판무관 사무소

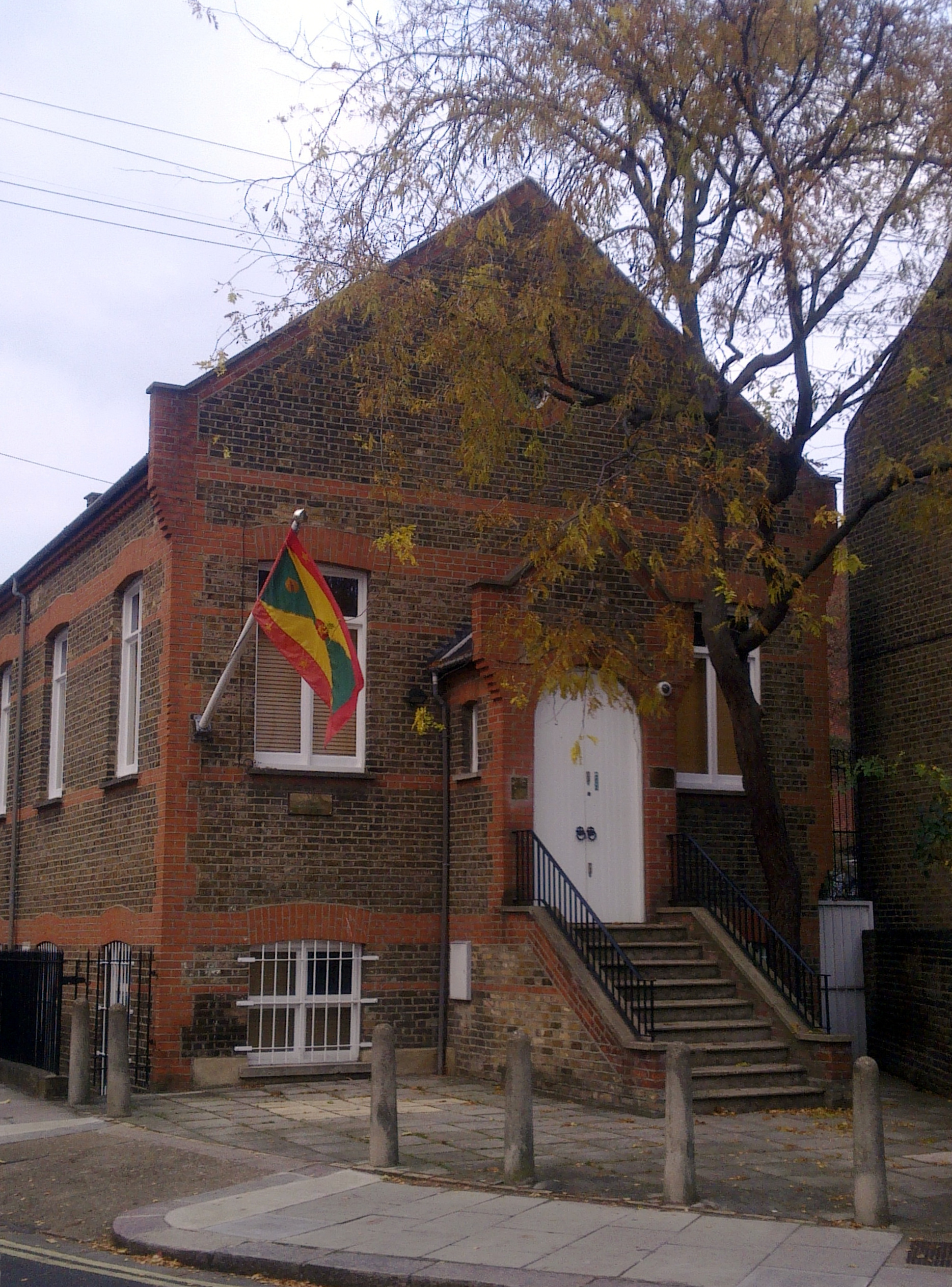
주영 그레나다 고등판무관 사무소

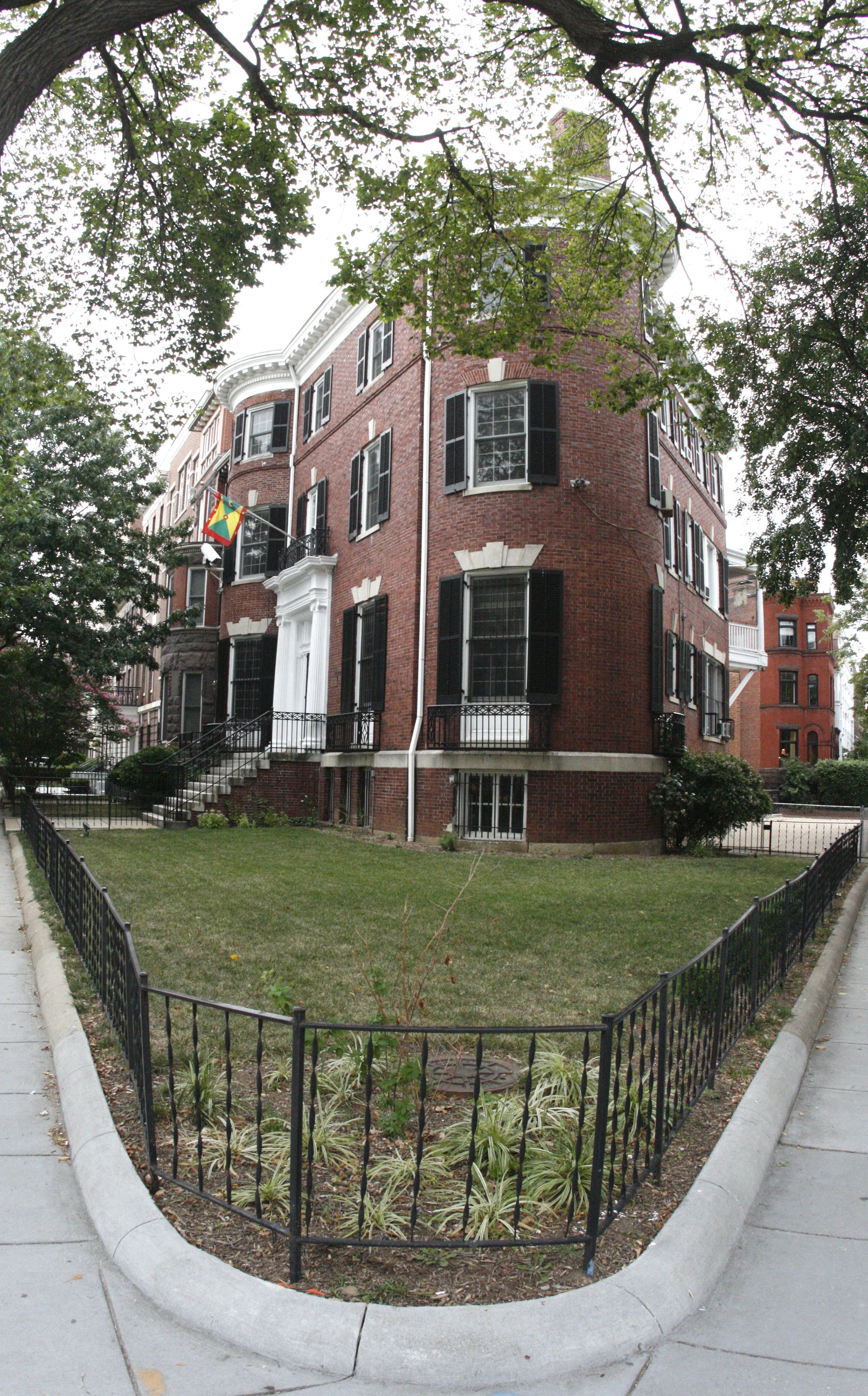
주미 그레나다 대사관

그레나다의 재외공관 목록은 그레나다 주재 대사관 및 고등판무관 사무소를 각국에 상주시켜 놓는 것을 의미하며, 그레나다의 재외공관을 나열한 목록이다.

## 아메리카
- 캐나다 : 토론토 (총영사관)
- 미국 : 워싱턴 D.C. (대사관), 뉴욕 (총영사관)
- 쿠바 : 아바나 (대사관)
- 베네수엘라 : 카라카스 (대사관)

## 유럽·아시아
- 벨기에 : 브뤼셀 (대사관)
- 영국 : 런던 (고등판무관 사무소)
- 중화인민공화국 : 베이징시 (대사관)

## 대표부
- UN 그레나다 정부 대표부 : 뉴욕, 제네바
- EU 그레나다 정부 대표부 : 브뤼셀
- 미주 기구 그레나다 정부 대표부 : 워싱턴 D.C.